# Tobba Marinós
Þorbjörg Alda Birkis Marinósdóttir (* 1984 in Reykjavík), bekannt als Tobba Marinós oder Tobba Marinósdóttir, ist eine isländische Journalistin, Schriftstellerin und frühere Chefredakteurin der Boulevardzeitung DV. 

## Leben und Werk
Tobba Marinós wurde in Reykjavík geboren und wuchs in Kópavogur auf. Sie hat einen BA in Medienwissenschaft von der University of Derby und einen Master in Projektmanagement. Als Journalistin arbeitete sie unter anderem bei der Tageszeitung Morgunblaðið und der Illustrierten Séð og heyrt. Sie machte sich auch einen Namen als Bloggerin auf dv.is, der Website der Zeitung DV. Ihr Roman Makalaus (2010) wurde als Fernsehserie verfilmt. Seit April 2020 war sie Chefredakteurin von DV. Im März 2021 trat sie von diesem Posten zurück, um sich ganz ihrem Geschäft für die Herstellung und den Verkauf von Knuspermüsli (Granola) zu widmen, das sie neben ihrer journalistischen Arbeit schon längere Zeit betrieben hatte.
Die – bislang nur in isländischer Sprache erschienenen – Romane von Tobba Marinós werden als „postfeministische“ Unterhaltungsliteratur oder auch „Chick lit“ eingeordnet. Charakteristisch für sie seien, so ihr Verlag, Galgenhumor und „Unverblümtheit“.

## Werke
- Dömusiðir. Bókafélagið, Reykjavík 2010. ISBN 978-9979-9954-6-3
- Makalaus. JPV, Reykjavík 2010. ISBN 978-9935-11-125-8
- Lýtalaus. JPV, Reykjavík 2011. ISBN 978-9935-11-202-6
- 20 tilefni til dagdrykkju. JPV, Reykjavík 2014. ISBN 978-9935-11-435-8
- Náttúrulega sætt. JPV, Reykjavík 2017. ISBN 978-9935-11-708-3